# Курск (фильм)
«Курск» (англ. Kursk) — французско-бельгийский англоязычный драматический фильм-катастрофа датского режиссёра Томаса Винтерберга, основанный на книге американского журналиста Роберта Мура «Время умирать» и посвящённый катастрофе российской подводной лодки «Курск» в 2000 году.
Премьера фильма состоялась 6 сентября 2018 года на открытии Международного кинофестиваля в Торонто, где он был представлен Томасом Винтербергом и актёром Артемием Спиридоновым на английском и русском языках.
21 июня 2019 года картина вышла в ограниченный прокат США. Премьера фильма в России состоялась 27 июня 2019 года.

## Сюжет
Фильм рассказывает о событиях 2000 года, связанных с гибелью подлодки «Курск».
Фильм, как и книга, на которой он основан, придерживается официальной версии первого взрыва: в торпедном аппарате произошла детонация торпеды, после которой начался пожар. Второй взрыв был результатом столкновения подлодки с морским дном. По версии авторов фильма, часть экипажа удалось бы спасти, если бы российское командование раньше допустило к спасательным работам норвежские и британские суда.
Также авторы фильма придерживаются неофициальной версии, что моряки на «Курске» были живы несколько суток после катастрофы, вплоть до попыток спасти их силами российских спасателей, что идёт вразрез с официальной криминалистической экспертизой, результаты которой говорят о том, что все 23 моряка в 9-м отсеке «Курска» погибли в первые 8 часов. В кино последние моряки умирают за несколько часов до того, как руководство России соглашается принять помощь иностранцев.
В фильм также включена нашумевшая пресс-конференция с жёнами подводников.

## В ролях
- Маттиас Схунартс — капитан Михаил Аверин[9] (прототип Геннадий Лячин)
- Леа Сейду — Татьяна Аверина[9]
- Артемий Спиридонов — Миша Аверин, сын капитана
- Колин Фёрт — Дэвид Расселл[англ.][9]
- Мартин Брамбах — капитан Широков
- Гвидо Де Краэн — Кельпин
- Джеффри Ньюлэнд — Тони Скотт
- Дэнни Ван Минен — Паал Динессен
- Кристоф Коэнен — Александр
- Петер Симонишек — адмирал Андрей Грудзинский
- Макс фон Сюдов — адмирал Владимир Петренко
- Микаэль Нюквист — Нестеров
- Пернилла Аугуст — Оксана
- Хелен Рейнгард Нойманн — Вера Маркова
- Мартин Грейс-Розенталь — Илюшин
- Катрин Грейс Розенталь — Дарья Сонина
- Маттиас Швайгхёфер — Павел Сонин[10]
- Ларс Брюгманн — Касьяненко[11]
- Аугуст Диль — Антон Марков
- Стивен Вэддингтон — Грехем Манн
- Йоэль Басман — Лев
- Златко Бурич — Кулькин
- Святослав Щербаков — священник
- Магнус Милланг — Олег Лебедев
- Петер Плауборг — Александр Греков
- Гильям Кербуш — Алексей Жуков
- Кен де Суттер — адмирал Ивакин
- Густаф Хаммарстен — адмирал Михаил Денисов, командир «Петра Великого» (прототип Владимир Касатонов)
- Аске Банг — лейтенант Пульский
- Джосс де Паув — Вадим Марков
- Федя Стукан — Гончаров
- Джехон Горани — Обломов
- Миглен Мирчев — Иван Тимошенко
- Марк Айронс — Владимир Ласкутин, глава СВР
- Джоффри Стритфильд — Георг Деланси
- Ева ван дер Гухт — Maрина Лебедева

## Производство
В августе 2015 года стало известно, что французская компания EuropaCorp разрабатывает фильм, основанный на крушении российской подводной лодки К-141 «Курск» в 2000 году.
В марте 2017 года сообщалось, что компания EuropaCorp отказалась от идеи ввести в действие картины президента России Владимира Путина в качестве полноценного персонажа во избежание потенциальных скандалов.

### Съёмки
Съемки фильма должны были начаться в сентябре 2016 года, но их пришлось отложить из-за того, что Минобороны России не выдало разрешения на съёмки на территории России, которые должны были продлиться около месяца. По сообщению американского журнала The Hollywood Reporter, изначально Минобороны России заинтересовалось идеей съёмок и обещало сотрудничество со съемочной группой, но впоследствии отказалось сотрудничать из соображений государственной тайны.
Съёмки начались 26 апреля 2017 года на военно-морской базе в Тулоне. 8 мая 2017 года было сообщено, что, помимо Франции, съёмки также будут проходить по всей Европе, включая Бельгию и Норвегию.

## Рецензии
На обзорном агрегаторе Rotten Tomatoes фильм имеет рейтинг одобрения 69 % на основе 32 обзоров. На Metacritic фильм имеет средневзвешенную оценку 54 из 100.